# Kabbale dans les traboules
Kabbale dans les traboules est la cinquième histoire de la série Léo Loden par Christophe Arleston et Serge Carrère. Elle est publiée pour la première fois en 1994 aux éditions Soleil avant d'être rééditée en 1999.

## Synopsis
De passage à Lyon, Léo Loden et son tonton sont bousculés par un jeune homme pressé qui détale. Celui-ci oublie un livre que Léo remet à un ami bouquiniste. Très vite, il s'avère que ce livre est volé et de très grande valeur. Léo sera chargé de l'enquête pour retrouver d'autres livres volés au même propriétaire.  Vont alors apparaître, sur les traces du voleur retrouvé, deux curieux individus prêts à tuer. Drogue et secte sont au cœur du mystère.

## Lieux et monuments dessinés
Pour la première fois dans la série, l'histoire ne se déroule pas à Marseille mais à Lyon. On peut reconnaître de nombreux monuments de la ville et en particulier les fameuses traboules.

## Clins d'œil
- Arleston et Carrère rendent hommage à la série Gil Jourdan. Léo, au volant d'une dauphine jaune, reconnaît son admiration pour ce héros, en rêvant à une scène bien reconnaissable de l'album La Voiture immergée de Maurice Tillieux (planche 12).